# آرثر إي. نيلسون
آرثر إي. نيلسون (بالإنجليزية: Arthur E. Nelson)‏ هو محامي وسياسي أمريكي، ولد في 10 مايو 1892 في براونز فالي في الولايات المتحدة، وتوفي في 11 أبريل 1955 في شيكاغو في الولايات المتحدة. حزبياً، نشط في الحزب الجمهوري. وقد انتخب عضو مجلس الشيوخ الأمريكي (18 نوفمبر 1942 – 3 يناير 1943).